# 16154 Дабрамо
16154 Дабрамо (16154 Dabramo) — астероїд головного поясу, відкритий 1 січня 2000 року.
Тіссеранів параметр щодо Юпітера — 3,184.